# Hydraena coryleti
Hydraena coryleti är en skalbaggsart som beskrevs av Manfred A. Jäch 1992. Hydraena coryleti ingår i släktet Hydraena och familjen vattenbrynsbaggar. Inga underarter finns listade i Catalogue of Life.